# JT Studley
John Tatchell Studley (1864–1916), de Seaborough Court , foi um esportista e proprietário de terras inglês. Ele é mais conhecido por escrever The Journal of A Sporting Nomad (1912), um relato de suas experiências de caça de animais de grande porte na América do Norte e na África.